# Gerd Schienstock
Gerd Schienstock (* 10. November 1943 in Torgau) ist ein deutscher Soziologe.

## Leben
Nach der Promotion zum Dr. rer. pol. 1974 an der TU Berlin und der Habilitation an der Universität Hamburg 1981 war Schienstock am Research Institute for Social Sciences der Universität Tampere, am Institut für Höhere Studien und an der Akademie für Technikfolgenabschätzung in Baden-Württemberg tätig.

## Schriften (Auswahl)
- Organisation innovativer Rollenkomplexe. Hain, Meisenheim am Glan 1975, ISBN 3-445-01307-1.
- mit Wilfried Karmaus, Verena Müller: Streß in der Arbeitswelt. Bund-Verlag, Köln 1979, ISBN 3-7663-0291-4
- Industrielle Arbeitsbeziehungen. Eine vergleichende Analyse theoretischer Konzepte in der „industrial relations“-Forschung. Leske  Bund Budrich, Opladen 1982, ISBN 3-8100-0366-2.
- Struktur, Strategie oder sozialer Prozess? Anmerkungen zu einer Theorie des Managements. WZB, Berlin 1991.